# ザック・モリス
ザック・モリス (英語: Zack Morris、1998年10月2日 - ) は、イギリスの俳優。イギリスの長寿ドラマ『イーストエンダーズ』のキーガン・ベイカー役や『グースバンプス』のイザヤ役で知られる。

## 経歴
1998年10月2日にイングランドのエセックス生まれ、俳優になりたいと思って育った。
2018年にはIARA UKアワードで最優秀若手俳優賞を受賞。
2023年、R・L・スタインの同名児童向けホラー小説をドラマ化した『グースバンプス』の2023年版で主演。
2024年、スリラー映画『イェリコ・リッジ』にメインキャストの一人として出演。

## 出演作
- フェード (2011)
- ワン・ナイト (2012)
- イーストエンダーズ (2017-2022)
- グースバンプス (2023)
- Jerico Ridge (2024)
- The Bluff (2025)